# Atlantic Crossing
Atlantic Crossing er en norsk tv-serie fra 2021 af Alexander Eik og Linda May Kallestein.
Serien handler om den norske kronprinsesse Märthas flugt til USA sammen med sine børn, mens hendes mand, kronprins Haakon (den senere Olav 5. af Norge) og svigerfar, Norges konge Haakon 7. af Norge tog til London sammen med eksilregeringen.
Serien, der består af otte afsnit, er et samarbejde mellem NRK, DR og SVT. Serien havde et budget på 70 mio. norske kroner.

## Medvirkende
- Søren Pilmark som Kong Haakon 7.[2]
- Tobias Santelmann (no) som kronprins Olav[2]
- Sofia Helin som kronprinsesse Märtha[2]
- Kyle MacLachlan som USA's præsident Franklin D. Roosevelt[4]